# Bareka (Toko)
Pour les articles homonymes, voir Bareka.
Bareka est un village du Cameroun situé dans la commune de Toko, l'une des 9 communes du département du Ndian de la Région du Sud-Ouest. 

## Population
Lors du recensement de 2005, 302 personnes y ont été dénombrées, 155 pour Bareka I et 147 pour Bareka II. 